# Bianca-Mihaela Purcărin
Bianca-Mihaela Purcărin (n. 11 iulie 1978, Berești-Bistrița, România) este un senator român, ales în 2020 din partea PSD. 